# Palikura
Palikura (makedonsky: Паликура) je vesnice v Severní Makedonii. Nachází se v opštině Rosoman ve Vardarském regionu.

## Geografie
Vesnice se nachází v oblasti Tikveš, 12 km severozápadně od města Negotino, 13 km severně od Kavadarci a 5 km severovýchodně od centra opštiny Rosoman.

## Historie

#### Původ názvu vesnice
O původu této vesnice na kopci se tradují dva příběhy.
Podle obyvatel Palikury tento název pochází již z období, kdy vesnici ovládala Osmanská říše. Při ostřelování vesnice zazníval povel "pal", ale Turci se netrefili. Obyvatelé se Turkům vysmívali a zvolávali "kuraci".
Podle jiných historiků je název řeckého původu. Palaios je řecké přídavné jméno a v překladu znamená "starý". Podstatné jméno "choreon" znamená "vesnice" a název Palikura by tak měl znamenat Stará ves (makedonsky: Staro Selo).

## Demografie
Podle sčítání lidu z roku 2021 žije ve vesnici 145 obyvatel. Etnické skupiny jsou:
- Makedonci – 103
- Romové – 14
- ostatní – 19

| Rok          | 1900 | 1905 | 1948 | 1953 | 1961 | 1971 | 1981 | 1991 | 2002 | 2021 |
| ------------ | ---- | ---- | ---- | ---- | ---- | ---- | ---- | ---- | ---- | ---- |
| Obyvatelstvo | 130  | 128  | 464  | 381  | 387  | 325  | 309  | 216  | 183  | 145  |